# Psilorhinus morio
La ghiandaia bruna (Psilorhinus morio (Wagler, 1829)) è un uccello passeriforme della famiglia Corvidae, nell'ambito della quale rappresenta l'unica specie ascritta al genere Psilorhinus Rüppell, 1837.

## Etimologia
Il nome scientifico del genere, Psilorhinus, deriva dall'unione delle parole greche ψιλος (psilos, "semplice") e ῥινος (rhinos, "naso"), col significato di "dal naso semplice", in riferimento alle narici non ricoperte da setole: il nome della specie, morio, deriva dal latino e significa "quarzo nero", in riferimento alla livrea.

## Descrizione

### Dimensioni
Misura 38-44 cm di lunghezza, per 173-224 g di peso.

### Aspetto

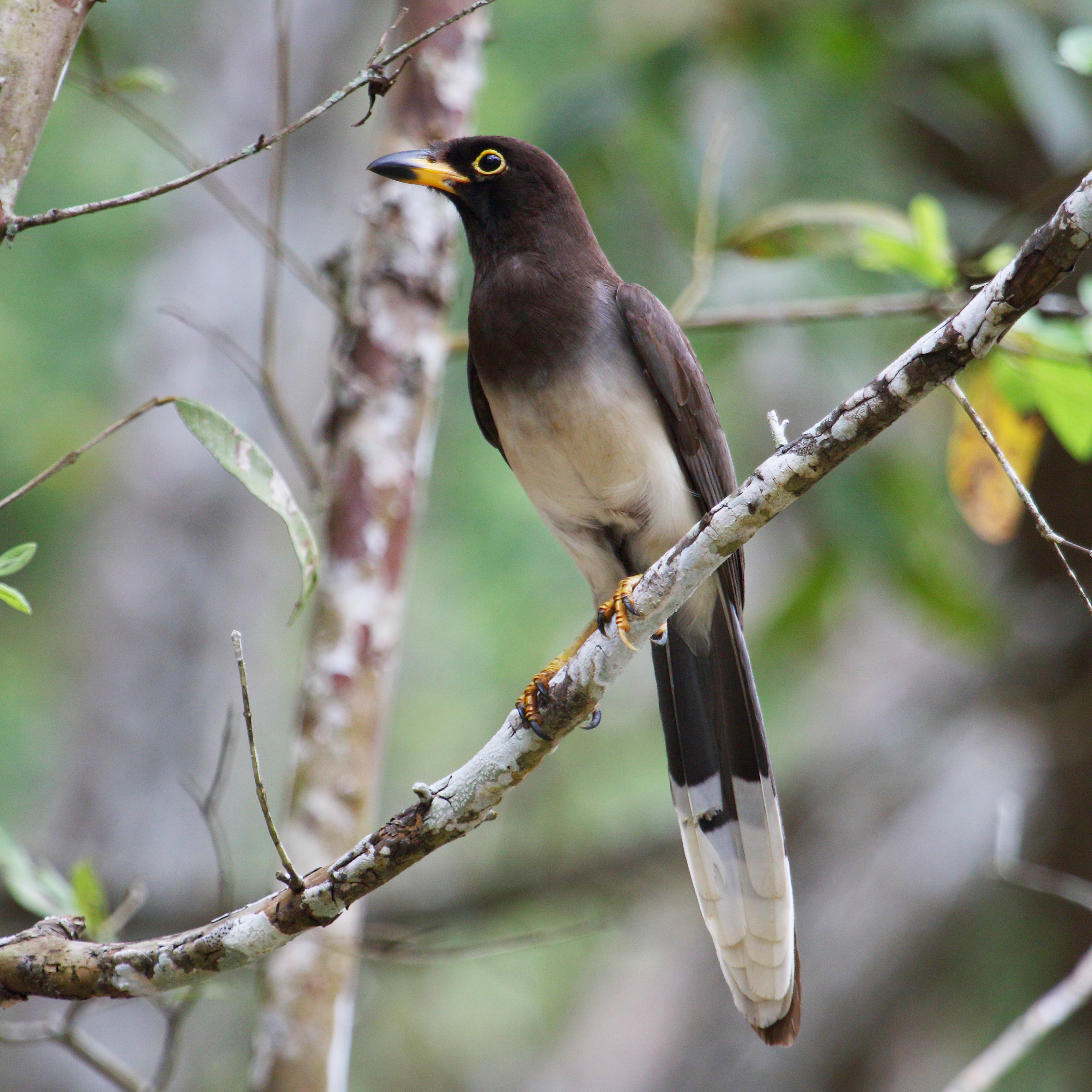
Esemplare a Lamanai.

Si tratta di uccelli dall'aspetto robusto ma slanciato, con testa rotonda dai grandi occhi, becco conico lungo e robusto, zampe forti, ali appuntite e digitate e coda piuttosto lunga, con estremità arrotondata: nel complesso, la ghiandaia bruna somiglia piuttosto a una gazza, con testa che ricorda quella delle cornacchie.
Il piumaggio, come intuibile dal nome comune, è dominato dalle tonalità del bruno su testa, collo, petto, dorso, ali e coda, più scuro e tendente al color caffè sulla prima e sulle ultime due parti, mentre sul petto possono essere presenti sfumature color cannella: il ventre, il sottocoda e la punta della superficie inferiore delle penne della coda sono di colore bianco nelle popolazioni meridionali e beige in quelle del nord dell'areale (sebbene tale differenza non abbia valore tassonomico, bensì si tratti di un caso di polimorfismo legato all'habitat, con gli esemplari a coda dalla punta bianca tipici di aree più aride e quelli a coda bruna più comuni in aree umide), in ambedue i casi sfumando nel grigio su fianchi ed area scapolare.
Le aree nude del corpo (becco, un'area triangolare carnosa posta lateralmente alla base dello stesso, cerchio perioculare e zampe) sono di colore giallo vivo nei giovani, ma tendono a scurirsi con l'età, divenendo completamente nere nella vecchiaia.

## Biologia

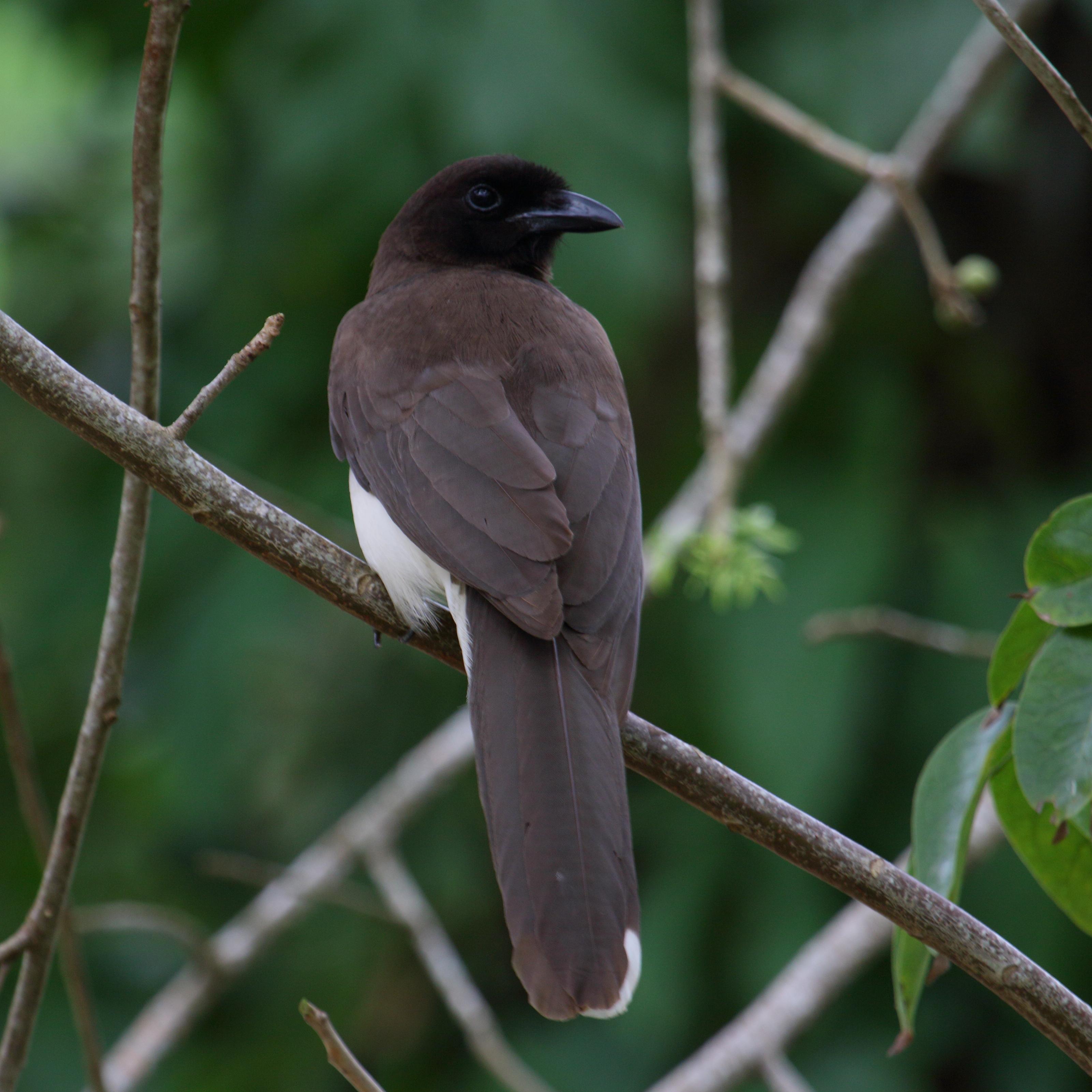
Esemplare in Belize.

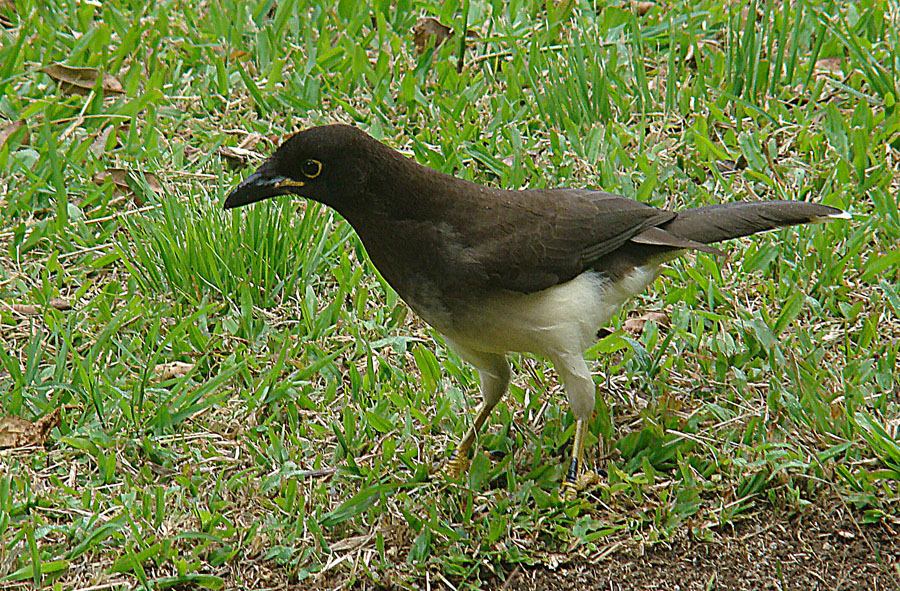
Esemplare cerca il cibo al suolo.

La ghiandaia bruna è un uccello diurno, che vive da solo o in coppie (raramente in gruppi, che sono transitori e si formano o in corrispondenza di una fonte di cibo particolarmente abbondante oppure subito dopo la stagione riproduttiva, quando i giovani non ancora pienamente indipendenti seguono la coppia riproduttrice per un certo periodo prima di disperdersi), passando la maggior parte della giornata alla ricerca di cibo fra i rami degli alberi o al suolo e rifugiandosi nel folto della vegetazione al tramonto, per passare la notte al riparo da eventuali predatori.
Il repertorio di questi uccelli risulta sorprendentemente monotono se si considera che si tratta di corvidi, consistendo in un singolo richiamo di una nota dal finale discendente, che ricorda il verso d'allarme di pollo e viene ripetuto dall'animale con intensità più o meno crescente a seconda della situazione, divenendo aspro ed alto in caso di pericolo o di eccitazione.

### Alimentazione

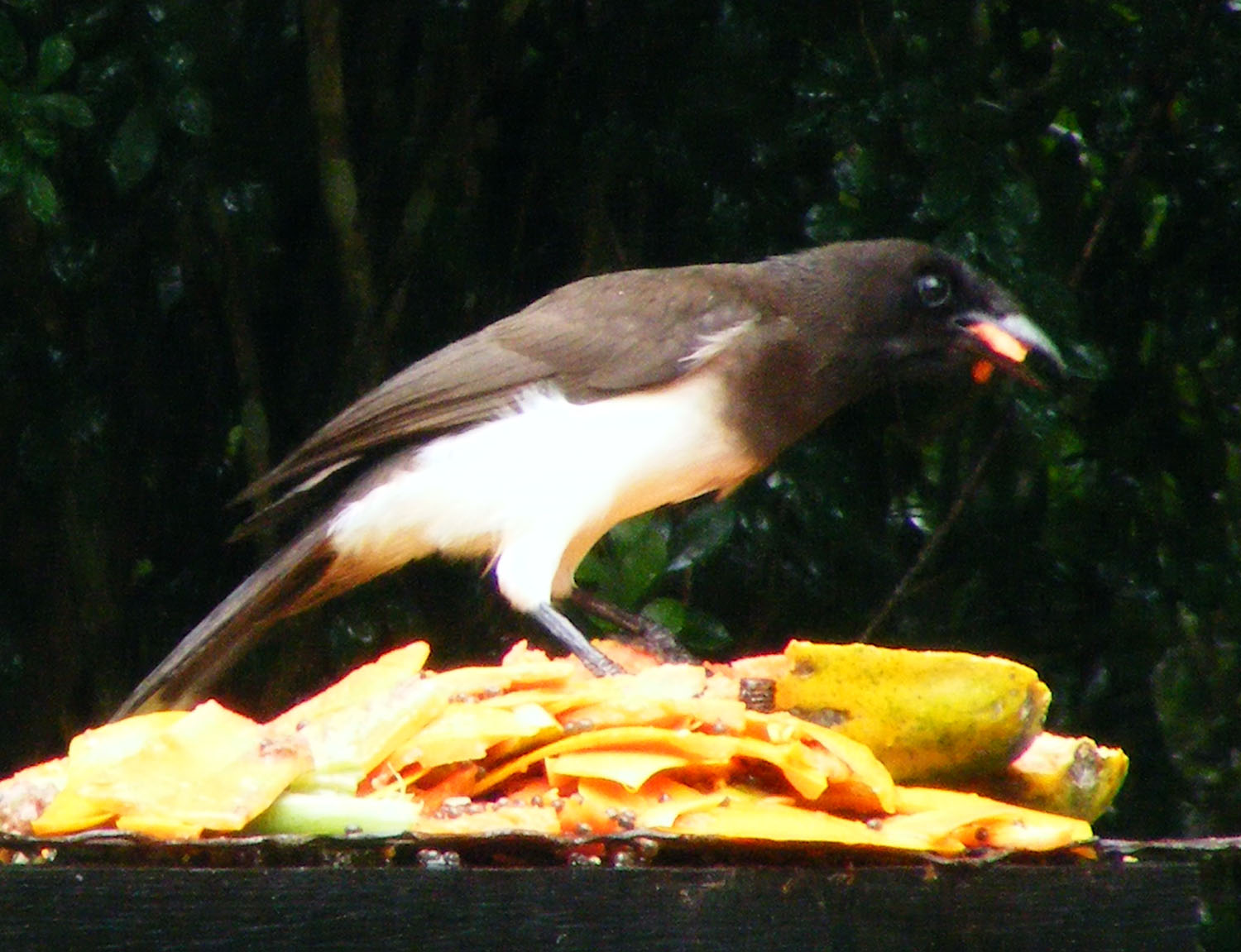
Esemplare si alimenta a San Ignacio.

Si tratta di uccelli onnivori e molto opportunisti, che si nutrono un po' di qualsiasi cosa commestibile riescano a reperire: gran parte della loro dieta è costituita da insetti ed altri piccoli invertebrati, scovati al suolo o fra i rami degli alberi, ma questi uccelli si nutrono anche di bacche, frutti (soprattutto quelli dell'albero della gomma panamense), piccoli vertebrati come topolini e lucertole, uova e nidiacei, nettare (in particolar modo di banana e balsa).

Mentre gli invertebrati rimangono sempre una componente preponderante della dieta delle ghiandaie brune, i piccoli vertebrati e le uova d'uccello vengono generalmente ignorati se vi sono altre fonti di cibo disponibili.

### Riproduzione

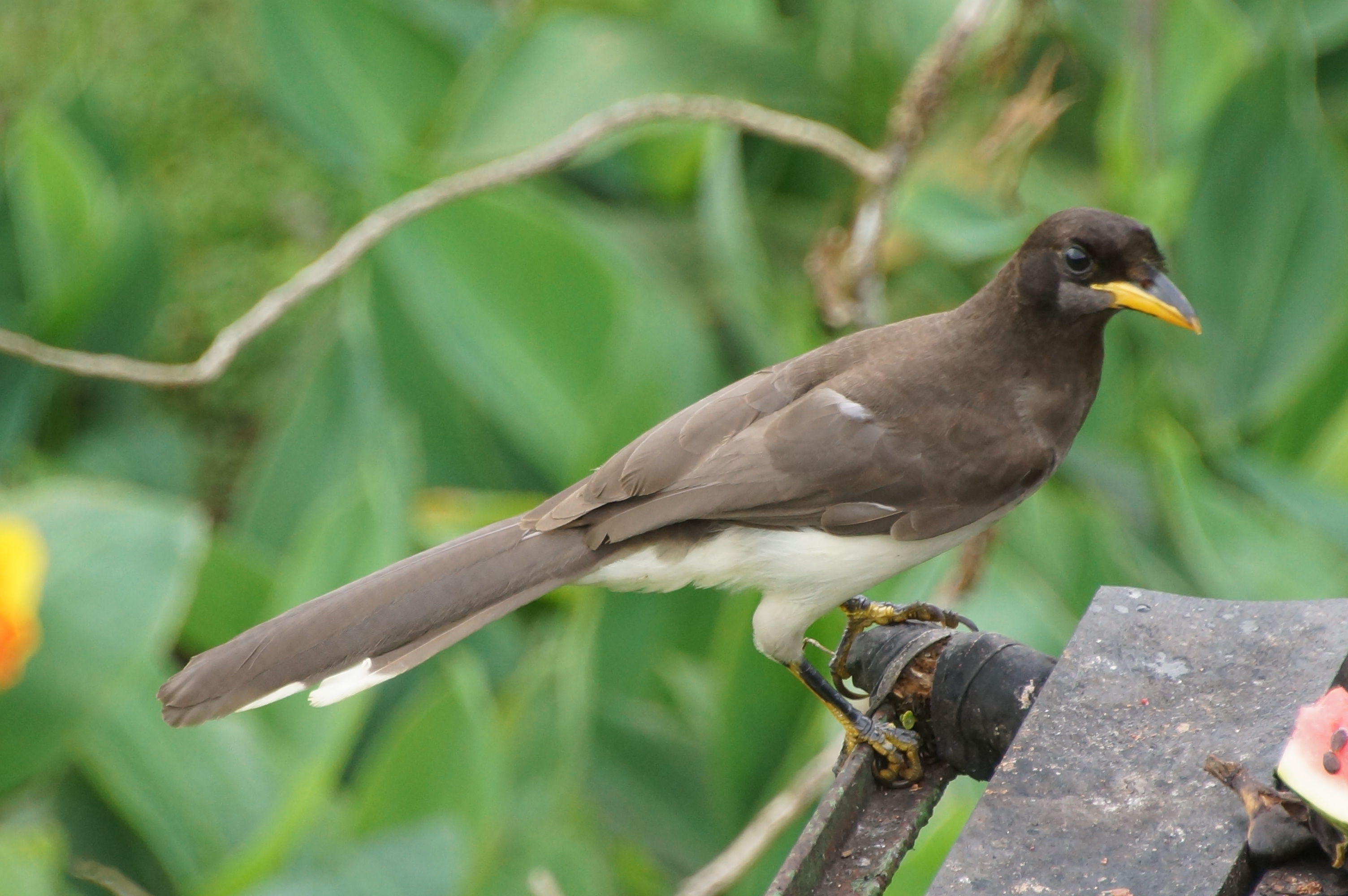
GIovane in Costa Rica.

Si tratta di uccelli rigidamente monogami, la cui stagione riproduttiva va da marzo a giugno, con picco delle deposizioni in aprile.
Il nido, a forma di coppa, viene costruito da ambedue i sessi intrecciando piuttosto grossolanamente rametti e fibre vegetali nel folto della vegetazione su un ramo di un albero: al suo interno la femmina depone 2-6 (generalmente tre) uova, che cova da sola per 18-20 giorni.

I pulli, ciechi ed implumi alla schiusa, vengono imbeccati dalla sola femmina, alla quale il cibo viene fornito dal maschio (che la imbecca anche durante la cova e tiene inoltre a bada i dintorni) e non di rado anche da uno o due giovani della covata dell'anno precedente, che non essendo ancora in grado di trovare un partner collaborano coi genitori nell'allevamento della prole per prendere dimestichezza con questo evento: i nidiacei divengono in grado d'involarsi attorno alle tre settimane di vita, e da quel momento vengono nutriti direttamente da tutti i familiari fino all'indipendenza, che viene raggiunta generalmente a circa un mese e mezzo dalla schiusa.

## Distribuzione e habitat

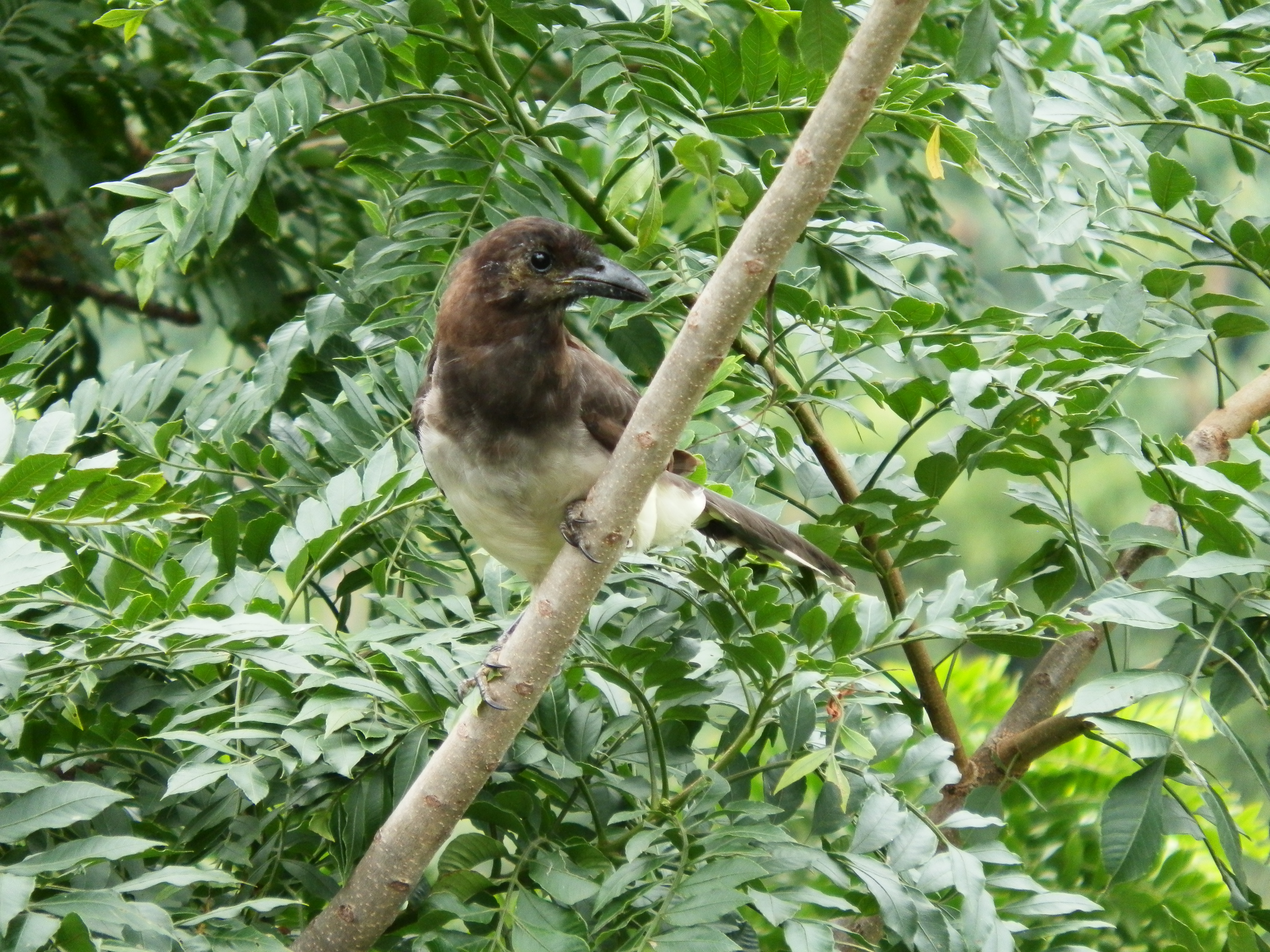
Esemplare ad Aserrí.

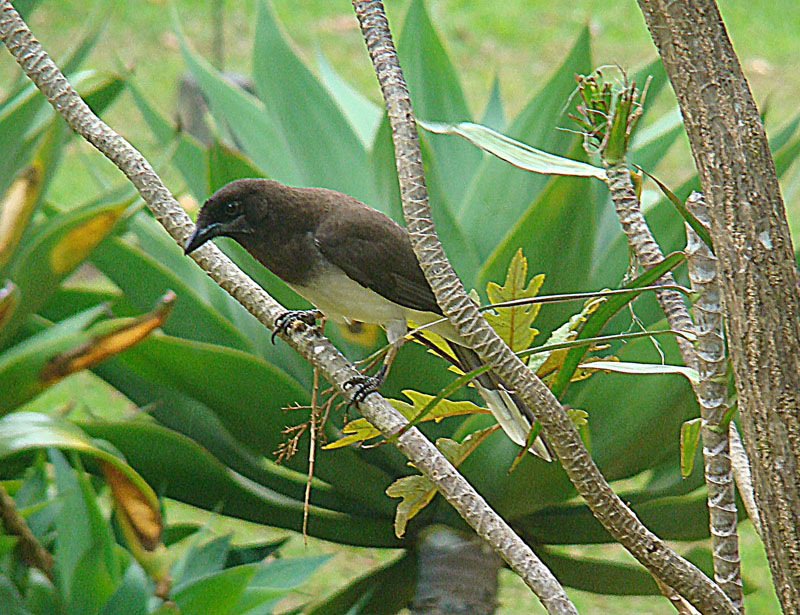
Esemplare a Monteverde.

La ghiandaia bruna è endemica della costa orientale dell'America centrale (sebbene nella porzione più meridionale del proprio areale la si osservi anche sulla costa pacifica), popolando le coste del golfo del Messico dalla valle del Rio Grande al Panama nord-occidentale (area di Almirante) attraverso la costa orientale del Messico, la penisola dello Yucatán, il Belize, il nord di Guatemala e Honduras, Nicaragua e Costa Rica orientali.
Si tratta di uccelli molto adattabili, che possono essere osservati in una grande varietà di habitat, con preferenza per le aree secondarie sul limitare della foresta pluviale, fino a 2500 m di quota.

## Tassonomia
Se ne riconoscono tre sottospecie:

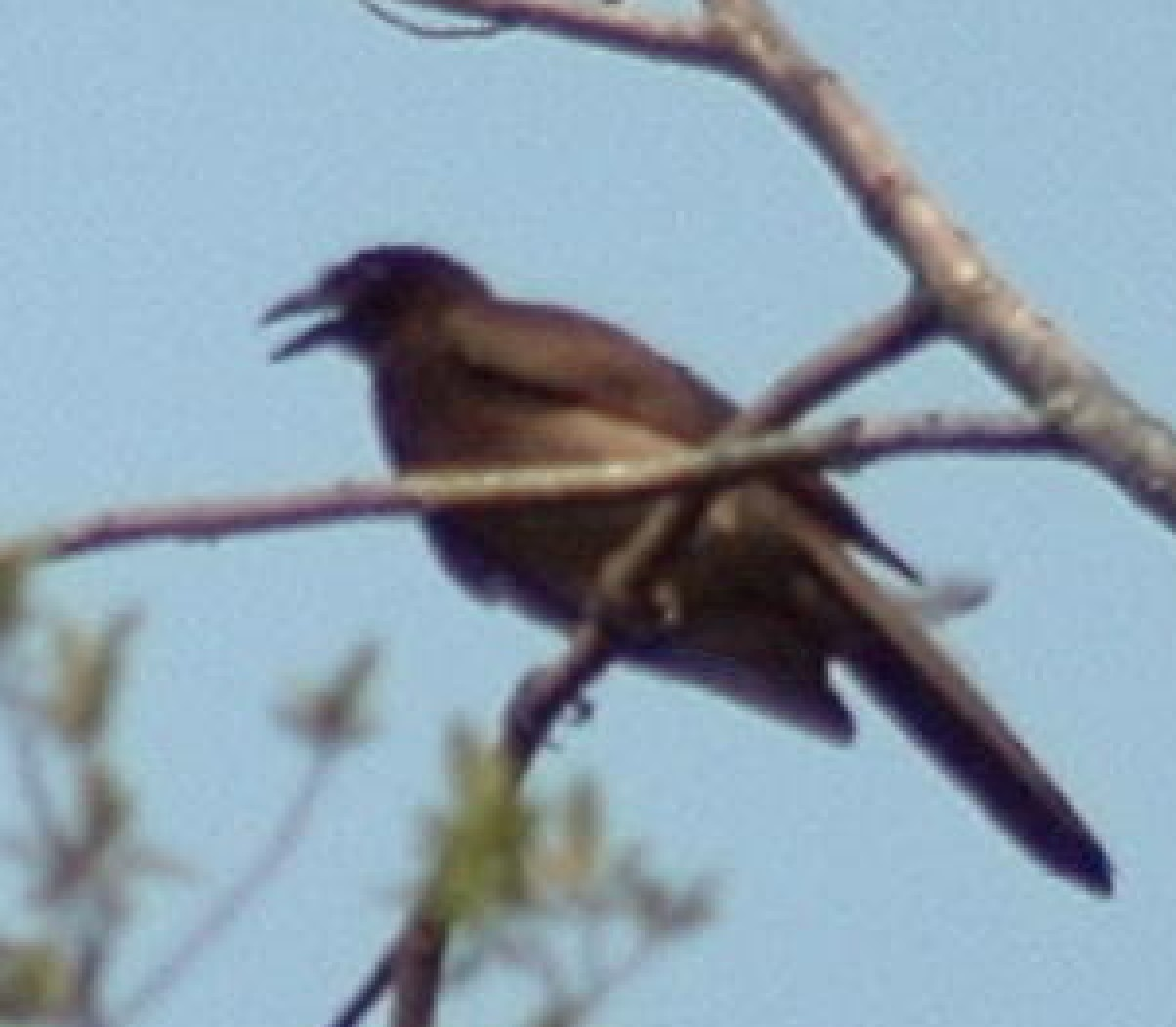
Esemplare intento a cantare a San Juan Bautista Tuxtepec.

- Psilorhinus morio palliatus van Rossem, 1934 - diffusa nel nord dell'areale occupato dalla specie;
- Psilorhinus morio morio (Wagler, 1829) - la sottospecie nominale, diffusa nella stragrande maggioranza dell'areale occupato dalla specie dalle pianure costiere del Veracruz centrale al nord-ovest di Panama;
- Psilorhinus morio vociferus (Cabot, 1843) - endemica dello stato messicano dello Yucatán.

Alcuni autori classificherebbero anche una sottospecie cyanogenys dell'area della Laguna de Perlas, sinonimizzata con la nominale.

La ghiandaia bruna è stata a lungo ascritta al genere Cyanocorax, col nome di C. morio: sebbene alcuni autori ritengano tale classificazione corretta, questi uccelli appaiono geneticamente più affini alle gazze dal ciuffo del genere Calocitta (anch'esso scorporato da Cyanocorax), con le quali si ibridano in natura e vanno a formare un clade.